# Tarphonomus
Tarphonomus es un género de aves paseriformes perteneciente a la familia Furnariidae, que agrupa a dos especies nativas de América del Sur, donde se distribuyen desde el sureste de Bolivia y oeste de Paraguay, hasta el centro de Argentina. Son denominadas comúnmente bandurritas.

## Etimología
El nombre genérico masculino «Tarphonomus» se compone de las palabras del griego « ταρφος tarphos»: enmarañado, y «νομος nomos»: residencia; significando «que habita en los enmarañados».

## Características
Las dos bandurritas de este género son furnáridos medianos, de 17 cm de longitud, de color predominante pardo, más pálido por abajo y con el pico ligeramente curvado. Habitan en bosques caducifolios y matorrales de los Andes y de la región del chaco, donde son poco comunes.

## Taxonomía
En el año 1994, el género Ochetorhynchus se utilizó para separar a las entonces Upucerthia harterti  y U. certhioides, para reconocer el carácter distintivo de estas dos especies con respecto a las demás Upucerthia, especialmente con respecto al tipo de nido. Sin embargo, la especie tipo de Ochetorhynchus era Ochetorhynchus ruficaudus, por lo que el nombre no estaba disponible para emplearlo sólo en las dos especies citadas, a menos que U. ruficaudus también fuera incluida, como lo hizo Peters en 1951.
Varios autores demostraron que el entonces amplio género Upucerthia era altamente polifilético (Chesser et al (2007), Fjeldså et al (2007), Moyle et al (2009)), con las siguientes agrupaciones:
- (a) harterti y certhioides en un grupo con Pseudocolaptes y Premnornis,
- (b) U. andaecola y U. ruficudus en un grupo con Eremobius y Chilia,
- (c) U. serrana basal a un grupo que incluye Cinclodes y el resto de los Upucerthia.

En el año 2007, para diferenciar certhioides + harterti los ornitólogos estadounidenses R. Terry Chesser y Robb T. Brumfield propusieron un nuevo género exclusivo Tarphonomus. El nuevo género fue reconocido por el Comité de Clasificación de Sudamérica (SACC), mediante la aprobación de la Propuesta N° 323. Trabajos posteriores de Derryberry et al (2011) corroboraron los tratamientos taxonómicos expuestos.

## Lista de especies
Según las clasificaciones del Congreso Ornitológico Internacional (IOC) y Clements Checklist v.2018, el género agrupa a las siguientes especies con el respectivo nombre popular de acuerdo con la Sociedad Española de Ornitología (SEO):
| Imagen | Nombre científico       | Autor                          | Nombre común         | EC (*) |
| ------ | ----------------------- | ------------------------------ | -------------------- | ------ |
|        | Tarphonomus harterti    | (Berlepsch, 1892)              | bandurrita boliviana | LC     |
|        | Tarphonomus certhioides | (d'Orbigny & Lafresnaye, 1838) | bandurrita chaqueña  | LC     |

(*) Estado de conservación